# The Fix
The Fix is een Amerikaans komisch praatprogramma gepresenteerd door Jimmy Carr, met de komieken DL Hughley en Katherine Ryan als team captains en Mona Chalabi als een statisticus. De show verscheen op 14 december 2018 op de streamingwebsite Netflix.

## Concept
In The Fix proberen presentator Jimmy Carr en team captains DL Hughley en Katherine Ryan (iedere aflevering vergezeld door andere gasten) om aan de hand van een discussie over een probleem in de wereld hier op komische wijze een oplossing voor te vinden. Met de hulp van data-expert Mona Chalabi komen 'verrassende, schokkende en vaak hilarische feiten' aan het licht voordat elk team zijn oplossing aan het studiopubliek voorstelt, die op zijn beurt zal stemmen op hun favoriete oplossing.

## Deelnemers
- Jimmy Carr als gastheer
- D. L. Hughley als team captain
- Katherine Ryan als team captain
- Mona Chalabi als correspondent en statisticus

## Seizoen 1
| Aflevering | Probleem                        | Teams                              | Oplossing                                                |
| ---------- | ------------------------------- | ---------------------------------- | -------------------------------------------------------- |
| 01         | Verslaving aan sociale media    | D. L. Hughley en Michael Ian Black | Internetlicentie                                         |
| 01         | Verslaving aan sociale media    | Katherine Ryan en Nikki Glaser     | Vertragen van het internet                               |
| 02         | Immigratie                      | D. L. Hughley en Al Madrigal       | Vernieuwen van de huidige inburgeringstest               |
| 02         | Immigratie                      | Katherine Ryan en Joel Kim Booster | E-Migranten, een reality televisieserie over immigranten |
| 03         | Kunstmatige Intelligentie       | D. L. Hughley en Fortune Feimster  | Mediocre Operating Robot Outreach 'Nitiative             |
| 03         | Kunstmatige Intelligentie       | Katherine Ryan en Ron Funches      | Robots seksueel actief maken                             |
| 04         | Gentrificatie                   | D. L. Hughley en Moshe Kasher      | SoCaBo                                                   |
| 04         | Gentrificatie                   | Katherine Ryan en Nicole Byer      | Huis-A-Loan                                              |
| 05         | De vergrijzing van de bevolking | D. L. Hughley en Al Madrigal       | Sluit Florida                                            |
| 05         | De vergrijzing van de bevolking | Katherine Ryan en Whitney Cummings | Maak Amerika Weer Zwanger                                |
| 06         | Loonkloof                       | D. L. Hughley en Nikki Glaser      | Papa-Zorg                                                |
| 06         | Loonkloof                       | Katherine Ryan en Nicole Byer      | Feminisme-isme                                           |
| 07         | Opwarming van de aarde          | D. L. Hughley en Ron Funches       | Ontploffen van een vulkaan                               |
| 07         | Opwarming van de aarde          | Katherine Ryan en Sasheer Zamata   | Rebranden vanVeganisme                                   |
| 08         | Wapencontrole                   | D. L. Hughley en Sarah Tiana       | Iedereen maakt deel uit van de NRA                       |
| 08         | Wapencontrole                   | Katherine Ryan en Clayton Engels   | Arms & Noble                                             |
| 09         | Opioïdencrisis                  | D. L. Hughley en Sara Schaefer     | Verplichte opioïdereclames                               |
| 09         | Opioïdencrisis                  | Katherine Ryan en Amanda Zegelt    | Farmaceutische drugdealers                               |
| 10         | Welvaartsgat                    | D. L. Hughley en Howie Mandel      | EgoFundMe                                                |
| 10         | Welvaartsgat                    | Katherine Ryan en Gaat Nancherla   | Het Garage Groei-Initiatief                              |

## Publicatie

### Marketing
Op 16 november 2018 werd de eerste trailer van de serie uitgebracht.